# TFF 3. Lig
Die Türkiye Futbol Federasyonu 3. Lig (kurz TFF 3. Lig, gelesen: TFF Üçüncü Lig) ist seit ihrer Gründung im Sommer 2001 die vierthöchste und unterste professionelle Spielklasse im türkischen Fußball. Vor der Ligagründung hieß die dritthöchste professionelle Spielklasse im türkischen Fußball 3. Lig. Diese wurde dann erst in Türkiye 2. Futbol Ligi B Kategorisi umbenannt und heißt seit der Saison 2008/09 TFF 2. Lig.

## Spielmodus
Der Spielmodus der TFF 3. Lig wechselte seit seiner Einführung im Sommer 2001 mehrfach. Nachfolgend sind die verschiedenen Modi mit entsprechender Zeitangabe angegeben.

### Modus zur Ligagründung (2001–2002)
Die Liga wurde im Sommer 2001 unter dem Namen TFF 3. Lig als fünfspurige Liga mit 18 bzw. 19 Mannschaften eingeführt, wobei alle Mannschaften in Heim- und Auswärtsspielen zweimal gegeneinander antraten. Alle fünf Meister und Vizemeister der Liga stiegen direkt in die dritthöchste türkische Spielklasse, in die damals als Türkiye 2. Futbol Ligi B Kategorisi bezeichnete Liga, auf, während die vier Letztplatzierten aller Gruppen in die regionale Amateurliga abstiegen.

### Fünfspurige Liga mit fünf Aufsteigern (2002–2003)
Bereits zur zweiten Spielzeit, zur Saison 2002/03, wurde die Gesamtmannschaftszahl von bisher 91 auf 76 Teams gesenkt. Dadurch setzten sich die fünf Gruppen nun aus 15 bzw. 16 Mannschaften zusammen. Im Gegensatz zur Vorsaison, in der neben den fünf Meistern auch die Vizemeister aufstiegen, stiegen nun nur die Meister auf. Auch die Absteigerzahl je Gruppe wurde von bisher vier auf drei reduziert. Lediglich in einer der fünf Gruppen stiegen weiterhin die vier Letztplatzierten ab.

### Vierspurige Liga mit zusätzlichem Play-off und fünf bzw. sechs Aufsteigern (2003–2005)
| Saison  | Drittliga-Meister |
| ------- | --- |
| 2001/02 | Çubukspor (1. Gruppe), Adıyamanspor (2. Gruppe), Zonguldakspor (3. Gruppe), Muğlaspor (4. Gruppe), Fatih Karagümrük SK (5. Gruppe) |
| 2002/03 | Osmaniyespor (1. Gruppe), Yeni Kırşehirspor (2. Gruppe), Aksarayspor (3. Gruppe), Yalovaspor (4. Gruppe), Çorluspor (5. Gruppe)    |
| 2003/04 | Karamanspor (1. Gruppe), Gençlerbirliği ASAŞ (2. Gruppe), Pendikspor (3. Gruppe), Alanyaspor (4. Gruppe)                           |
| 2004/05 | İskenderun DÇ (1. Gruppe), Pazarspor (2. Gruppe), Kasımpaşa Istanbul (3. Gruppe), Yeni Turgutluspor (4. Gruppe)                    |
| 2005/06 | Erzincanspor (1. Gruppe), Etimesgut Şekerspor (2. Gruppe), Keçiörengücü (3. Gruppe), Gebzespor (4. Gruppe)                         |
| 2006/07 | Diyarbakır BB Diskispor (1. Gruppe), Araklıspor (2. Gruppe), Bozüyükspor (3. Gruppe), Gaziosmanpaşaspor (4. Gruppe)                |
| 2007/08 | Belediye Vanspor (1. Gruppe), Tokatspor (2. Gruppe), Denizli Belediyespor (3. Gruppe), Beykozspor (4. Gruppe)                      |
| 2008/09 | Göztepe Izmir (Aufstiegsrunde) |
| 2009/10 | Bandırmaspor (Aufstiegsrunde) |
| 2010/11 | Tepecikspor (1. Gruppe), Kırklarelispor (2. Gruppe), Gaziosmanpaşaspor (3. Gruppe)                                                 |
| 2011/12 | İnegölspor (1. Gruppe), Nazilli Belediyespor (2. Gruppe), Hatayspor (3. Gruppe)                                                    |
| 2012/13 | Diyarbakır BB (Gruppe 1), Aydınspor 1923 (Gruppe 2), Altınordu Izmir (Gruppe 3)                                                    |
| 2013/14 | Ümraniyespor (Gruppe 1), Düzyurtspor (Gruppe 2), Keçiörengücü (Gruppe 3)                                                           |
| 2014/15 | Tuzlaspor (Gruppe 1), Eyüpspor (Gruppe 2), Üsküdar Anadolu 1908 SK (Gruppe 3)                                                      |
| 2015/16 | BB Erzurumspor (Gruppe 1), Etimesgut Belediyespor (Gruppe 2), Kastamonuspor 1966 (Gruppe 3)                                        |
| 2016/17 | Sancaktepe Belediyespor (Gruppe 1), BB Bodrumspor (Gruppe 2), Afjet Afyonspor (Gruppe 3)                                           |
| 2017/18 | Manisa BB (Gruppe 1) Darıca Gençlerbirliği (Gruppe 2) Utaş Uşakspor (Gruppe 3)                                                     |
| 2018/19 | Hekimoğlu Trabzon (Gruppe 1) Kırşehir Belediyespor (Gruppe 2) Bayburt İl Özel İdare GS (Gruppe 3)                                  |
| 2019/20 | Serik Belediyespor (Gruppe 1) Kocaelispor (Gruppe 2) Karacabey Belediyespor (Gruppe 3)                                             |
| 2020/21 | Diyarbekirspor (Gruppe 1) Nazilli Belediyespor (Gruppe 2) Somaspor (Gruppe 3) Adıyaman 1954 (Gruppe 4)                             |
| 2021/22 | Batman Petrolspor (Gruppe 1) Düzcespor (Gruppe 2) Esenler Erokspor (Gruppe 3)                                                      |
| 2022/23 | Mersin İdman Yurdu (Gruppe 1) Iğdır FK (Gruppe 2) 68 Aksaray Belediyespor (Gruppe 3)                                               |
| 2023/24 | Kepezspor (Gruppe 1) Batman Petrolspor (Gruppe 2) Karaköprü Belediyespor (Gruppe 3) Adana 1954 FK (Gruppe 4)                       |
| 2024/25 | Bursaspor (Gruppe 1) Muğlaspor (Gruppe 2) Aliağa FK (Gruppe 3) Mardin 1969 SK (Gruppe 4)                                           |

In der Saison 2003/04 wurde die 3. Lig im Gegensatz zur Vorsaison nicht in fünf Gruppen ausgetragen, sondern in eine viergleisige Liga mit jeweils 17 Mannschaften überführt. Ferner wurde auch die Aufstiegerkonstellation geändert. Während die Aufsteigeranzahl bei fünf blieb, wurden vier Aufsteiger von den vier Meistermannschaften gestellt. Der letzte Aufsteiger wurde indirekt über eine sogenannte Play-off-Runde ausgespielt. Diese wurde im Anschluss an die reguläre Saison im K.-o.-System an einem für alle Teilnehmer neutralen Ort durchgeführt. Für die Play-off-Runde qualifizierten sich die vier Vizemeister. Alle drei Letztplatzierten stiegen in die regionale Amateurliga.
In der Viertligasaison 2004/05 blieb dieser Spielmodus nahezu unverändert. Die Gesamtmannschaftszahl wurde von bisher 68 auf 64 Teams gesenkt, wodurch sich die vier Gruppen jetzt aus jeweils 16 statt der bisher 17 Mannschaften zusammensetzten. Außerdem wurde die Aufstiegeranzahl von fünf auf sechs Mannschaften erhöht, wovon vier wieder direkt durch die Meisterschaft bestimmt wurden und zwei über die Playoffrunde unter den vier Erstplatzierten ausgespielt wurden. Ferner wurde die Absteigerzahl auch von zwölf auf acht reduziert, wodurch nur die zwei Letztplatzierten aller Gruppen abstiegen.

### Vierspurige Liga mit zusätzlichem Play-off und neun, zehn bzw. 14 Aufsteigern (2005–2008)
Auch in der Viertligasaison 2005/06 erfuhr der bestehende Spielmodus geringfügige Änderungen. Während die vierspurige Liga mit anschließender Play-off-Runde unverändert blieb, wurde die Aufsteigeranzahl von bisher sechs Mannschaften auf neun erhöht. Dieser Umstand wurde einer Spielmodusänderung in der TFF 2. Lig geschuldet, von der nun nicht mehr sechs Mannschaften abstiegen mussten, sondern zehn. Alle Meister und Vizemeister der TFF 3. Lig stiegen direkt auf, während die Drittplatzierten den indirekten Aufsteiger über die Play-off-Runde ausspielten. Absteigen mussten unverändert die zwei Letztplatzierten aller Gruppen.
In der Saison 2006/07 wurde der Spielmodus im Wesentlichen beibehalten. Nur wurde die Gesamtaufsteigeranzahl auf zehn erweitert, wodurch statt einer nun zwei Mannschaften indirekt aufstiegen. Nun spielten sowohl Dritt- als auch die Viertplatzierten die beiden indirekten Aufsteiger über die Play-off-Runde aus.
Zur nächsten Saison wurde dieses System mit den Auf- und Absteigeranzahlen geringfügig verändert. Da im Sommer 2008 die Liga auf eine mit 50 Mannschaften überführt werden sollte, wurde auf diese Änderung vorbereitend die Absteigeranzahl in der Saison 2008/09 von bisher 16 Mannschaften erhöht. Zudem wurde die Aufsteigeranzahl auf 14 erhöht. Alle Erst- bis Drittplatzierten stiegen direkt auf, während alle Viert- und Fünftplatzierten wie gewohnt in den Play-offs die letzten zwei Aufsteiger ausspielten.

### Fünfspurige Liga mit anschließender Auf- und Abstiegsrunde (2008–2010)
Mit der Saison 2008/09 wurde die vierthöchste Spielklasse grundlegend reformiert. Statt wie bisher, in der in einer viergleisigen Liga die Meister direkt und in einer nachfolgenden Play-off-Runde die Sieger dieser Play-off indirekt in die 1. Lig aufstiegen, wurde in dieser Saison die Liga in drei Etappen ausgetragen. In der 1. Etappe wurde die Liga in eine Qualifikationsrunde (türkisch Kademe Grupları) in fünf Gruppen mit jeweils elf bzw. zehn Mannschaften mit Hin- und Rückspielen gespielt. Nach dem Ende der 1. Etappe wurden die ersten zwei Mannschaften aus allen Gruppen in eine gemeinsame Gruppe, der Aufstiegsrunde (türkisch Yükselme Grubu), aufgenommen, und spielten hier um den Aufstieg in die TFF 2. Lig. Die restlichen Teams in den fünf Gruppen der Qualifikationsrunde spielten in unveränderter Gruppenkonstellation nun in einer Abstiegsrunde (türkisch Düşme Grupları) um den Abstieg in die regionale Amateurligen. Sowohl die Aufstiegsrunde als auch die Abstiegsrunde stellten dabei die 2. Etappe dar und wurden mit Hin- und Rückspiel ausgespielt. Die Mannschaften auf den ersten vier Plätzen der Aufstiegsrunde stiegen direkt in die TFF 2. Lig und die Mannschaften auf letzten zwei Tabellenplätzen aller Gruppen der Abstiegsrunde stiegen in die regionale Amateurligen, ab. Während die Punkte aus der Qualifikationsrunde nicht in die Aufstiegsrunde mitgenommen wurden, wurden sie in die Abstiegsrunde unverändert mitgezählt. Um die Attraktivität der Liga zu steigern und zu verhindern, dass sich viele Mannschaften sich sehr früh den Klassenerhalt sicherten und dann ziellos vor leeren Zuschauerrängen spielten, beschloss man, zusätzlich zu der vorhandenen Konstellation noch eine Dritte Etappe in Form einer Play-off zu spielen. In diesen Play-offs sollte der dritte und letzte Aufsteiger bestimmt werden. Die Mannschaften auf den Plätzen fünf bis sieben der Aufstiegsrunde und die Mannschaften auf den ersten Tabellenplätzen der Abstiegsgruppen sollten im K.-o.-System die letzten zwei Aufsteiger ausspielen. Die Play-offs wurden nach dem Ende der Gruppenphase in einer für alle acht Mannschaften neutralen Stadt ausgetragen.
Zur Saison 2009/10 wurde der vorjähriger Spielmodus im Wesentlichen beibehalten. Änderungen gab es lediglich in der Auf- und Absteigeranzahl, in der Gesamtmannschaftsanzahl und in der Play-off-Runde. Die Gesamtmannschaftszahl wurde von 50 auf 53 erhöht, weshalb die fünf Qualifikationsrunde nun aus neun bzw. elf Mannschaften bestanden. Die Aufsteigeranzahl wurde von sechs auf drei reduziert. So stiegen lediglich die Mannschaften auf den ersten zwei Plätzen der Aufstiegsrunde direkt in die TFF 2. Lig. In diesen Play-offs sollte der dritte und letzte Aufsteiger bestimmt werden. Die Mannschaften auf den Plätzen drei bis fünf der Aufstiegsrunde und die Mannschaften auf den ersten Tabellenplätzen der Abstiegsgruppen sollten im K.-o.-System den letzten Aufsteiger ausspielen. Alle Mannschaften auf den letzten drei Tabellenplätzen der Abstiegsgruppen eins bis vier stiegen ab. Lediglich in der aus sieben Mannschaften bestehenden Abstiegsgruppe 5 stieg nur der Tabellenletzte ab.

### Dreispurige Liga mit zusätzlichem Play-off (2010–2020)
In der Saison 2010/11 wurde die TFF 3. Lig im Gegensatz zur Vorsaison nicht in einer fünfgleisigen und dreietagigen Liga durchgeführt, sondern wurde in eine dreigleisige und zweietagige Liga überführt. Ferner wurde die Gesamtmannschaftszahl von 53 auf 54 erhöht. Diese 54 Mannschaft spielten in drei Gruppen mit jeweils 18 Mannschaften um den Aufstieg in die TFF 2. Lig bzw. gegen den Abstieg in die Bölgesel Amatör Lig. Die Einteilung der Liga wurde nicht regionalspezifisch durchgeführt. Alle Erstplatzierten stiegen direkt in die TFF 2. Lig auf, während die drei letztplatzierten Teams aller Gruppen abstiegen. Die Einteilung der Mannschaften in die jeweiligen Gruppen wurde per Auslosung bestimmt. Die Tabellenersten aller drei Gruppen stiegen direkt in die höhere TFF 2. Lig auf. Die Mannschaften auf den Plätzen zwei bis fünf aller drei Gruppen nahmen an den Play-offs teil, wo die letzten drei Aufsteiger per K.-o.-System bestimmt wurde. Dabei spielten die Mannschaften, die sich aus einer Gruppe für die Play-offs qualifiziert hatten, in einem separaten für diese Gruppe ausgelegten Play-offgleises. In jedem dieser drei Play-offgleise spielte der Gruppenzweite gegen den Gruppenfünften und der Gruppendritte gegen den Gruppenvierten. Die Begegnungen aller drei Play-offgleise wurden für alle teilnehmenden Mannschaften in neutralen Städten gespielt und fingen mit den Halbfinalbegegnungen an. Jede K.-o.-Runde wurde mit einer Begegnung gespielt. Die Mannschaften auf den Plätzen sechzehn bis achtzehn stiegen in die Bölgesel Amatör Lig ab.
Zur Saison 2011/12 wurde die Gesamtmannschaftsanzahl von 54 auf 57 erhöht. Dadurch setzten sich die drei Gruppen nun aus 19 Mannschaften zusammen, statt der sonstigen 18. Als Folge wurde die Absteigeranzahl von zwölf auf 16 erhöht. Mit der Spielzeit 2012/13 wurde die Gesamtmannschaftszahl von 57 auf 54 zurückgesetzt und damit verbunden auch die Absteigeranzahl auf zwölf gesenkt.

### Vierspurige Liga mit zusätzlichem Play-off (2020)
In der Saison 2020/21 wurde die TFF 3. Lig im Gegensatz zur vorherigen Spielzeit in vier Gruppen ausgetragen. Die Gesamtzahl der Teilnehmer erhöhte sich von 53 auf 67. Die Teams spielten in drei Gruppen zu je 17 Mannschaften sowie eine Gruppe mit 16 Mannschaften. Die Erstplatzierten stiegen direkt in die TFF 2. Lig auf, während die jeweils Zweiten bis Fünften in drei Play-off-Runden den fünften Aufsteiger ermittelten. Die Begegnungen wurden bis auf das Finale in Hin- und Rückspiel ausgetragen. Aus jeder Gruppe stiegen die letzten vier Teams in die Bölgesel Amatör Lig ab.

### Dreispurige Liga mit zusätzlichem Play-off (2021–2022)
Nach nur einer Saison kehrte man in der Saison 2021/22 zur Liga mit drei Gruppen zurück. Die Teilnehmerzahl schrumpfte auf 55 Vereine. In zwei Gruppen spielten je 18 Teams, in der dritten Gruppe 19 Mannschaften. Die Erstplatzierten stiegen direkt in die TFF 2. Lig auf. Die Zweit- bis Fünftplatzierten jeder Gruppe spielten in separaten zwei Play-off-Runden jeweils einen weiteren Aufsteiger aus. Somit stiegen insgesamt sechs Vereine in die TFF 2. Lig auf.

### Vierspurige Liga mit zusätzlichem Play-off (2023–heute)
Zur Saison 2023/24 wurde die 3. Lig im Gegensatz zur Vorsaison wieder in vier Gruppen ausgetragen. Die Teilnehmerzahl wurde auf 60 Mannschaften aufgestockt. In jeder Gruppe spielten 15 Teams. Insgesamt steigen sechs Mannschaften in die 2. Lig auf, die vier Gruppensieger direkt und von den jeweils Zweit- bis Sechstplatzierten zwei Vereine über die Play-offs. Aus jeder Gruppe steigen die letzten drei Mannschaften direkt in die Bölgesel Amatör Lig ab.

## Saisonbilanzen

### Auf- und Absteiger der TFF 3. Lig
| Saison  | Aufsteiger in die TFF 2. Lig | Absteiger in die Regionale Amateurliga/Bölgesel Amatör Lig |
| ------- | --- | --- |
| 2001/02 | Çubukspor, Orduspor (1. Gruppe), Adıyamanspor, Şanlıurfa Belediyespor (2. Gruppe), Zonguldakspor, Tarsus İdman Yurdu (3. Gruppe), Muğlaspor, Bursa Merinosspor (4. Gruppe), Fatih Karagümrük SK, Eyüpspor (5. Gruppe)                                                                          | Karadeniz Ereğlispor, Bayburtspor, ASKİ Spor, Petrol Ofisi SK (1. Gruppe), İskenderunspor, Bingöl Genç Telekomspor, Yüksekova Cilospor, Elazığ Belediyespor (2. Gruppe), Bilecikspor, Kayseri Elektrikspor, Konya Mobellaspor (3. Gruppe), Körfez Belediyespor, Torbalı Belediyespor, Yeni Salihlispor, Ayvalıkgücü Belediyespor (4. Gruppe), Lüleburgazspor, Ayazağaspor, Tepecik Fıratpenspor, Altıntepsi Makelspor (5. Gruppe) |
| 2002/03 | Osmaniyespor (1. Gruppe), Yeni Kırşehirspor (2. Gruppe), Aksarayspor (3. Gruppe), Yalovaspor (4. Gruppe), Çorluspor (5. Gruppe) | Batman Karşıyakaspor, Vanspor, Ağrıspor (1. Gruppe), Murgul Bakırspor, Rize Çaykurspor, Çarşambaspor (2. Gruppe), Düzcespor, Kayseri Elektrikspor, Konya Mobellaspor (3. Gruppe), Bergama Belediyespor, Dalaman Kağıtspor (4. Gruppe), Izmitspor, Edirnespor, Kırklarelispor (5. Gruppe) |
| 2003/04 | Karamanspor (1. Gruppe), Gençlerbirliği ASAŞ (2. Gruppe), Pendikspor (3. Gruppe), Alanyaspor (4. Gruppe), Ünyespor, Oyak Renault SK (Playoffs) | Silopi Cudispor, Yozgatspor, Hakkarispor (1. Gruppe), Artvin Hopaspor, Merzifonspor, Murgul Bakırspor (2. Gruppe), Sapancaspor, Tekirdağspor, Eskişehir Şekerspor (3. Gruppe), Orhangazispor, Afyonspor, Bursa Kestelspor (4. Gruppe) |
| 2004/05 | İskenderun DÇ (1. Gruppe), Pazarspor (2. Gruppe), Kasımpaşa Istanbul (3. Gruppe), Yeni Turgutluspor (4. Gruppe), Giresunspor, Boluspor (Playoffs) | Muşspor, Niğdespor (1. Gruppe), Sinopspor, Amasyaspor (2. Gruppe), Yeniköyspor, Bandırmaspor (3. Gruppe), Akşehirspor, Izmir Petkimspor (4. Gruppe) |
| 2005/06 | Erzincanspor, Gaskispor (1. Gruppe), Etimesgut Şekerspor, Arsinspor (2. Gruppe), Keçiörengücü, Fethiyespor (3. Gruppe), Gebzespor, Zeytinburnuspor (4. Gruppe), Tokatspor (Playoffs) | Bitlis Özgüzelderespor, Nevşehirspor (1. Gruppe), AB Kızılcahamam Belediyespor Çubukspor (2. Gruppe), Konya Şekerspor, Akseki Aroma Gençlikspor (3. Gruppe), Eski Spor, Mecidiyeköy SK (4. Gruppe) |
| 2006/07 | Diyarbakır BB Diskispor, Adanaspor (1. Gruppe), Araklıspor, EGO Spor (2. Gruppe), Bozüyükspor, Afyonkarahisarspor (3. Gruppe), Gaziosmanpaşaspor, Tepecik Belediyespor (4. Gruppe), Değirmenderespor, Alibeyköy SK (Playoffs)                                                                  | Osmaniyespor, Karamanspor (1. Gruppe), Demir Çelik Divriğispor, Iğdırspor (2. Gruppe), Göztepe Izmir, Sidespor (3. Gruppe), Çorluspor, Bakırköyspor (4. Gruppe) |
| 2007/08 | Belediye Vanspor, Malatya Belediyespor, Karsspor (1. Gruppe), Tokatspor, Ofspor, Çorumspor (2. Gruppe), Denizli Belediyespor, Akhisar Belediyespor, Konya Şekerspor (3. Gruppe), Beykozspor, Beylerbeyi SK, Körfez Belediyespor (4. Gruppe), Altınordu Izmir, Darıca Gençlerbirliği (Playoffs) | Şırnakspor, Nusaybin Demirspor, Antalyaspor, Cizrespor, Mezitlispor (1. Gruppe), Bağlum Belediyespor, İlkadım Belediyespor, Artvin Hopaspor, Tarım Kredispor (2. Gruppe), Kütahyaspor, Muğlaspor, Yeni Konya Ereğlispor, Yeni Burdur Gençlikspor (3. Gruppe), Zonguldakspor, Bursa Merinosspor, Küçükçekmecespor, Bilecikspor (4. Gruppe)                                                                                         |
| 2008/09 | Göztepe Izmir, Tepecik Belediyespor, Tavşanlı Belediye TKİ Linyitspor, Kahramanmaraşspor (Aufstiegsrunde), Yalovaspor, Pursaklarspor (Playoffs) | Orhangazi Gençlerbirliği, Fatih Karagümrük SK (1. Gruppe), Aydınspor, Mustafakemalpaşaspor (2. Gruppe), Aksarayspor, Uşakspor (3. Gruppe), Erzincanspor, DÇ Divriğispor (4. Gruppe), Ceyhanspor, Bağlar Vuralspor, Kilis Belediyespor (5. Gruppe) |
| 2009/10 | Bandırmaspor, Balıkesirspor (Aufstiegsrunde), Malatya Belediyespor (Playoffs) | Alibeyköy SK, Çerkezköy Belediyespor, Küçükköyspor (1. Gruppe), Izmirspor, Muğlaspor, Marmaris Belediye Gençlikspor (2. Gruppe), Düzcespor, Istanbul Kartal Belediyespor, Maltepespor (3. Gruppe), Sürmenespor, Bafra Belediyespor, Bulancakspor (4. Gruppe), Şanlıurfa Belediyespor (5. Gruppe) |
| 2010/11 | Tepecikspor (1. Gruppe), Kırklarelispor (2. Gruppe), Gaziosmanpaşaspor (3. Gruppe), Ünyespor, Altınordu Izmir, Denizli Belediyespor (Playoffs) | Kırşehirspor, 72 Batmanspor, Malatyaspor (1. Gruppe), Beykozspor, Ispartaspor, Erzurumspor (2. Gruppe), Düzcespor, Yalovaspor, Torbalıspor, Zeytinburnuspor (3. Gruppe) |
| 2011/12 | İnegölspor (1. Gruppe), Nazilli Belediyespor (2. Gruppe), Hatayspor (3. Gruppe), Bayrampaşaspor, Kahramanmaraşspor, Tarsus İdman Yurdu (Playoffs) | MKE Kırıkkalespor, Lüleburgazspor, Keçiören Sportif, Akçaabat Sebatspor (1. Gruppe), Karsspor, Küçükçekmecespor, Kepez Belediyespor, Erganispor (2. Gruppe), Diyarbakır Kayapınar Bld., Afyonkarahisarspor, Araklıspor, Çarşambaspor (3. Gruppe) |
| 2012/13 | Diyarbakır BB (Gruppe 1), Aydınspor 1923 (Gruppe 2), Altınordu Izmir (Gruppe 3), Gümüşhanespor, Dardanelspor, Pazarspor, (Playoffs) | Kastamonuspor, Beşikdüzüspor, Çorumspor (Gruppe 1), Kilimli Belediyespor, İskenderunspor 1967, Gebzespor (Gruppe 2), Isparta Emrespor, Diyarbakırspor, Mardinspor (Gruppe 3) |
| 2013/14 | Ümraniyespor (1. Gruppe), Düzyurtspor (2. Gruppe), Keçiörengücü (3. Gruppe), Fatih Karagümrük SK, Hacettepe SK, Menemen Belediyespor (Playoffs) | Adıyamanspor, Belediye Bingölspor, Siirtspor (1. Gruppe), Çıksalınspor, Elazığ Belediyespor, Ünyespor (2. Gruppe), 1930 Bafraspor, Kocaelispor, Yimpaş Yozgatspor (3. Gruppe) |
| 2014/15 | Tuzlaspor (Gruppe 1), Eyüpspor (Gruppe 2), Üsküdar Anadolu 1908 SK (Gruppe 3), İstanbulspor, Ankara Demirspor, Sivas 4 Eylül Belediyespor (Playoffs) | Ankara Şekerspor, SP Trabzon Akçaabat FK, Bozüyükspor (Gruppe 1), Halide Edip Adıvar SK, 68 Yeni Aksarayspor, Çankırıspor (Gruppe 2), FBM Makina Balçova Yaşamspor, Kayseri Şekerspor, Istanbul Güngörenspor (Gruppe 3) |
| 2015/16 | BB Erzurumspor (1. Gruppe), Etimesgut Belediyespor (2. Gruppe), Kastamonuspor 1966 (3. Gruppe), Zonguldak Kömürspor, Ofspor, Niğde Belediyespor (Playoffs) | Arsinspor, Gölbaşıspor, Turgutluspor, Cizrespor (1. Gruppe), Kahramanmaraş BB, Zara Belediyespor, Ayvalıkgücü, Gaziosmanpaşaspor (2. Gruppe), Körfez İskenderunspor, Tavşanlı Linyitspor, Çine Madranspor, Sandıklıspor (3. Gruppe) |
| 2016/17 | Sancaktepe Belediyespor (Gruppe 1) BB Bodrumspor (Gruppe 2) Afjet Afyonspor (Gruppe 3), Altay İzmir, Silivrispor, Sakaryaspor (Playoffs) | Kartalspor, Beylerbeyi SK, Kütahyaspor, Manavgatspor (Gruppe 1) Dersimspor, Derincespor, Türk Metal Kırıkkalespor (Gruppe 2) Maltepespor, Denizli BB, Orduspor (Gruppe 3) |
| 2017/18 | Manisa BB (Gruppe 1) Darıca Gençlerbirliği (Gruppe 2) Utaş Uşakspor (Gruppe 3) | 12 Bingölspor, Dardanelspor, Orhangazi Belediyespor (Gruppe 1), Kayseri Erciyesspor, Kırıkhanspor, Yeşil Bursa SK (Gruppe 2), Arsinspor, Aydınspor 1923, Tekirdağspor (Gruppe 3) |
| 2018/19 | Hekimoğlu Trabzon (Gruppe 1) Kırşehir Belediyespor (Gruppe 2) Bayburt İl Özel İdare GS (Gruppe 3) | Gebzespor, Kocaeli Birlikspor (Gruppe 1) Adıyaman 1954 SK, Alibeyköy SK, Bergama Belediyespor (Gruppe 2) 1461 Trabzon, Anadolu Bağcılar SK, Bucaspor (Gruppe 3) |
| 2019/20 | Serik Belediyespor (Gruppe 1) Kocaelispor (Gruppe 2) Karacabey Belediyespor (Gruppe 3) 24 Erzincanspor, Turgutluspor, Pazarspor (Playoffs) | keine |
| 2020/21 | Diyarbekirspor (Gruppe 1) Nazilli Belediyespor (Gruppe 2) Somaspor (Gruppe 3) Adıyaman 1954 (Gruppe 4) 24 Erzincanspor, Turgutluspor, Pazarspor (Playoffs) | 1877 Alemdağspor, Antalya Kemerspor, Manisaspor, Payasspor (Gruppe 1) Çengelköyspor, Tekirdağspor, Tokatspor, Yozgatspor 1959 FK (Gruppe 2) Arhavispor, Cizrespor, Gölcükspor, (Gruppe 3) Kozanspor FK, Muğlaspor, Silivrispor, Sultanbeyli Belediyespor (Gruppe 4) |
| 2021/22 | Batman Petrolspor (Gruppe 1) Düzcespor (Gruppe 2) Fethiyespor (Gruppe 3) Arnavutköy Belediyespor, İskenderunspor, Fethiyespor (Playoffs) | Kahta 02, Hendekspor, Başkent Gözgözler Akademi FK, Sancaktepe FK (Gruppe 1) Kızılcabölükspor, Malatya Yeşilyurt Belediyespor, Çarşambaspor, Hacettepe SK, (Gruppe 3) Mardin 1969 SK, Modafen FK, Kardemir Karabükspor, Ceyhanspor (Gruppe 4) |
| 2022/23 | Mersin İdman Yurdu (Gruppe 1) Iğdır FK (Gruppe 2) 68 Aksaray Belediyespor (Gruppe 3) Belediye Derincespor, Karaman FK, Beyoğlu Yeni Çarşı FK (Playoffs) | Yomraspor, Eskişehirspor, Şile Yıldızspor (Gruppe 1) Bayrampaşaspor, Ofspor, Kahramanmaraşspor (Gruppe 2) Osmaniyespor, Malatya Arguvan, Niğde Anadolu FK, (Gruppe 3) |
| 2023/24 | Kepezspor (Gruppe 1) Batman Petrolspor (Gruppe 2) Karaköprü Belediyespor (Gruppe 3) Adana 1954 FK (Gruppe 4) Elazığspor, Erbaaspor (Playoffs) | Gümüşhanespor, Malatya Arguvan SK, Tarsus İdman Yurdu (Gruppe 1) Hacettepe 1945 SK, Eynesil Belediyespor, Sapanca Gençlikspor (Gruppe 2) Darıca Gençlerbirliği, Akhisarspor, Sivas Dört Eylülspor, (Gruppe 3) Siirt İl Özel İdaresi SK, Çatalcaspor, Sultanbeyli Belediyespor (Gruppe 4) |
| 2024/25 | Bursaspor (Gruppe 1) Muğlaspor (Gruppe 2) Aliağa FK (Gruppe 3) Mardin 1969 SK (Gruppe 4) Muşspor, Kahramanmaraş İstiklalspor (Playoffs) | 23 Elazığ FK, Kuşadasıspor, Ergene Velimeşe SK (Gruppe 1) Kelkit Hürriyetspor, Nevşehir Belediyespor, Adıyaman FK (Gruppe 2) Bayburt Grup İl Özel İdare GS, 1922 Konyaspor, Viranşehir Belediyespor, (Gruppe 3) Büyükçekmece Tepecikspor, Denizlispor, Turgutluspor (Gruppe 4) |

## Die TFF 3. Lig-Meister
| Rang | Verein                   | TFF 3. Lig |
| ---- | ------------------------ | ---------- |
| 1    | 1461 Trabzon FK          | 2          |
|      | Amed SK                  | 2          |
|      | Ankara Keçiörengücü SK   | 2          |
|      | Batman Petrolspor        | 2          |
|      | Gaziosmanpaşa SK         | 2          |
|      | Muğlaspor                | 2          |
|      | Nazilli Belediyespor     | 2          |
| 8    | Adana 1954 FK            | 1          |
|      | Adıyaman FK              | 1          |
|      | Adıyamanspor             | 1          |
|      | Afyonspor (2013)         | 1          |
|      | 68 Aksaray Belediyespor  | 1          |
|      | Aksarayspor              | 1          |
|      | Alanyaspor               | 1          |
|      | Aliağa FK                | 1          |
|      | Altınordu Izmir          | 1          |
|      | Araklıspor               | 1          |
|      | Aydınspor 1923           | 1          |
|      | Bandırmaspor             | 1          |
|      | Bayburt Özel İdarespor   | 1          |
|      | Beykoz 1908 SK           | 1          |
|      | Beykoz İshaklı SF        | 1          |
|      | Bodrum FK                | 1          |
|      | Bozüyükspor              | 1          |
|      | Bursaspor                | 1          |
|      | Büyükçekmece Tepecikspor | 1          |
|      | Çorluspor                | 1          |
|      | Çubukspor 1959           | 1          |
|      | Erzincanspor             | 1          |
|      | Darıca Gençlerbirliği SK | 1          |
|      | Defne Anadolu FK         | 1          |
|      | Diyarbekirspor           | 1          |
|      | Düzcespor                | 1          |
|      | Erzurumspor FK           | 1          |
|      | Esenler Erokspor         | 1          |
|      | Etimesgut Belediyespor   | 1          |
|      | Eyüpspor                 | 1          |
|      | Fatih Karagümrük SK      | 1          |
|      | Gebzespor                | 1          |
|      | Göztepe Izmir            | 1          |
|      | Fenerspor                | 1          |
|      | Hacettepe SK             | 1          |
|      | Hatayspor                | 1          |
|      | Iğdır FK                 | 1          |
|      | İnegölspor               | 1          |
|      | Karacabey Belediyespor   | 1          |
|      | Karamanspor              | 1          |
|      | Karaköprü Belediyespor   | 1          |
|      | Kasımpaşa Istanbul       | 1          |
|      | Kastamonuspor 1966       | 1          |
|      | Kepezspor                | 1          |
|      | Kırklarelispor           | 1          |
|      | Kırşehir Futbol SK       | 1          |
|      | Kırşehirspor (1984)      | 1          |
|      | Kocaelispor              | 1          |
|      | Manisa FK                | 1          |
|      | Mardin 1969 SK           | 1          |
|      | Osmaniyespor             | 1          |
|      | Pazarspor                | 1          |
|      | Pendikspor               | 1          |
|      | Sancaktepe Belediyespor  | 1          |
|      | Sarayköy 1926 FK         | 1          |
|      | Serik Belediyespor       | 1          |
|      | Somaspor                 | 1          |
|      | Tokatspor                | 1          |
|      | Turanspor                | 1          |
|      | Turgutluspor             | 1          |
|      | Tuzlaspor                | 1          |
|      | Ümraniyespor             | 1          |
|      | Uşakspor (1984)          | 1          |
|      | Vanspor FK               | 1          |
|      | Yalovaspor               | 1          |
|      | Yeni Mersin İdmanyurdu   | 1          |

- Stand: Ende der Saison 2024/25

## Torschützenkönige der TFF 3. Lig
| Saison  | Spieler             | Land  | Verein                  | Tore |
| ------- | ------------------- | ----- | ----------------------- | ---- |
| 2001/02 | Levent Memişoğlu    | Türke | Tarsus İdman Yurdu      | 26   |
| 2002/03 | Hakan Acar          | Türke | Osmaniyespor            | 25   |
| 2003/04 | Fatih Koyugölge     | Türke | Oyak Renault SK         | 32   |
| 2004/05 | Mehmet Eren Boyraz  | Türke | Beylerbeyi SK           | 20   |
| 2005/06 | Taylan Eliaçık      | Türke | Mersin BB FK            | 29   |
| 2006/07 | Can Parlayan        | Türke | Değirmenderespor        | 26   |
| 2007/08 | Mustafa Kocabey     | Türke | Beylerbeyi SK           | 24   |
| 2008/09 | Zülküf Ertem        | Türke | Balıkesirspor           | 20   |
| 2009/10 | Uğur Kıllı          | Türke | Lüleburgazspor          | 26   |
| 2010/11 | Mustafa Ünver       | Türke | MKE Kırıkkalespor       | 22   |
| 2011/12 | Artun Akçakın       | Türke | Hacettepe SK            | 24   |
| 2012/13 | Doğan Karakuş       | Türke | Kocaelispor             | 22   |
| 2012/13 | Özer Kutlu          | Türke | Ümraniyespor            | 22   |
| 2013/14 | Yıldıray Koçal      | Türke | Keçiörengücü            | 26   |
| 2014/15 | Cenk Sarıtaş        | Türke | Üsküdar Anadolu 1908 SK | 19   |
| 2015/16 | Umut Dilek          | Türke | Kemerspor 2003          | 23   |
| 2016/17 | İlyas Kubilay Yavuz | Türke | Tarsus İdman Yurdu      | 20   |
| 2017/18 | Murat Kara          | Türke | Erbaaspor               | 23   |
| 2018/19 | Yakup Alkan         | Türke | Yeni Çorumspor          | 20   |
| 2019/20 | Murat Can Bölükbaşı | Türke | Muğlaspor               | 20   |
| 2020/21 | Emre Gemici         | Türke | Yeşilyurt Belediyespor  | 22   |
| 2021/22 | Abuzer Gaffar Toplu | Türke | Esenler Erokspor        | 22   |
| 2022/23 | İshak Kurt          | Türke | Efeler 09 SFK           | 24   |
| 2023/24 | Emre Gemici         | Türke | Kepezspor               | 16   |